# Mark Jindrak
Mark Robert Jindrak (Auburn (New York), 26 juni 1977) is een Amerikaans professioneel worstelaar die vooral bekend is van zijn tijd bij World Championship Wrestling, van 2000 tot 2001, en bij World Wrestling Entertainment, van 2001 tot 2005.
Jindrak worstelt momenteel voor de Mexicaanse worstelorganisatie, Consejo Mundial de Lucha Libre (CMLL), als Marco Corleone en hij was, van 2009 tot 2010, ook actief bij de andere Mexicaanse worstelorganisatie, Asistencia Asesoría y Administración (AAA).
Tijdens zijn periode bij WCW, won Jindrak samen met Sean O'Haire twee keer het WCW World Tag Team Championship.

## In het worstelen
- Finishers
  - Als Marco Corleone
    - Air Corleone

  - Als Mark Jindrak
    - Crucifix dropped into a neckbreaker – WCW
    - Left-handed knockout hook – WWE
    - Mark of Excellence
    - Springboard clothesline – WCW

- Signature moves
  - Dropkick

- Bijnamen
  - "The Basket Case"
  - "The Reflection of Perfection"
  - "The Italian Eagle" / "El Aguila Italiana"

- Managers
  - Theodore Long
  - Solid

- Opkomstnummers
  - "Dirty Deeds Done Dirt Cheap" van AC/DC (OVW)
  - "Burn It Up" van R. Kelly featuring Wisin & Yandel (CMLL)
  - "SexyBack" van Justin Timberlake (CMLL)
  - "We Fly High" van Jim Jones (AAA)

## Prestaties
- Consejo Mundial de Lucha Libre
  - CMLL World Trios Championship (1 keer: met Máximo & Rush)
  - Suzuki Cup (2007) met Kensuke Sasaki & Ultimo Dragon

- World Championship Wrestling
  - WCW World Tag Team Championship (2 keer: met Sean O'Haire)